# Jesus kär, gå ej förbi mig
Jesus kär, gå ej förbi mig (engelsk originaltitel Pass me not, o gentle Saviour) är en lovpsalm och bönepsalm av Fanny Crosby från 1868. Den är publicerad i The Song Book of the Salvation Army, 1986, som nr 301 med inledningen Pass me not, O loving Saviour.
Den har också karaktär av botpsalm och är tydligt inspirerad av den blinde Bartimeus rop i Markus 10:47: "Jesus, Davids son, förbarma dig över mig". Sista versen är dock en ren lovsång.
Psalmen översattes till svenska av Erik Nyström 1875, något bearbetad 1962. I de båda sångsamlingarna "Guds lov" och "Lova Herren" har refrängen i anslutning till Nyströms översättning ordet "uppväcker" i stället för "välsignar"
Melodi av William Howard Doane 1868 (G-dur, 4/4).

## Publicerad i
- Sånger till Lammets lof 1877 som nr 57 med titeln "Gå ej förbi mig." och hänvisningar till Apg. 2: 21, Rom. 10: 13 och Joel 2: 32 i Bibeln.
- Metodistkyrkans psalmbok 1896, som nr 239 under rubriken "Bättring och omvändelse".
- Svensk söndagsskolsångbok 1908 som nr 132 under rubriken "Böne- och lovsånger". under rubriken "Böne- och lovsånger".
- Svenska Missionsförbundets sångbok 1920 som nr 191 under runbriken "Kallelse och väckelse".
- Fridstoner 1926 som nr 27 under rubriken "Böne- och lovsånger".
- Svensk söndagsskolsångbok 1929 som nr 156 under rubriken "Böne- och lovsånger".
- Frälsningsarméns sångbok 1929 som nr 158 under rubriken "Helgelse - Bön om helgelse och Andens kraft".
- Musik till Frälsningsarméns sångbok 1930 som nr 158.
- Sionstoner 1935 som nr 42 under rubriken "Inledning och bön".
- Guds lov 1935 som nr 383 under rubriken "Före och efter predikan".
- Frälsningsarméns sångbok 1968 som nr 243 under rubriken "Det Kristna Livet - Andakt och bön".
- Den svenska psalmboken 1986 som nr 211 under rubriken "Bönen".
- Lova Herren 1988 som nr 592 under rubriken "Guds barn i bön och efterföljelse".